# Literatura de Turquía
La literatura turca es aquella desarrollada en Turquía o en los antiguos territorios del Imperio otomano, en este caso escrita en el idioma predecesor del turco actual, el turco otomano (osmanlı türkçesi). El turco actual pertenece a la familia lingüística de las lenguas turcas, rama altaica, cuya área geográfica se extiende desde el occidente de China hasta los Balcanes. Los primeros testimonios escritos de esta lengua aparecen en el interior de Asia Central.
La forma otomana del turco, que constituye la base de gran parte del corpus escrito, estuvo muy influida por las literaturas persa y la árabe, y utilizaba el alfabeto turco otomano.
La historia de la más amplia Literatura túrquica abarca un período de casi 1300 años. Los registros escritos más antiguos que se conservan de las lenguas túrquicas son las inscripciones de Orhon, encontradas en el valle del río Orhon en el centro de Mongolia y que datan del siglo VII. Posteriormente, entre los siglos IX y XI, surgió entre los ´pueblos nómades túrquicos de Asia Central una tradición oral como por ejemplo el Libro de Dede Korkut de los turcos oghuz-antecesores del moderno pueblo turco- y la Epopeya de Manas] del pueblo kirguís.
A partir de la victoria de la dinastía selyúcida en la batalla de Manzikert a finales del siglo XI, los turcos de Oghuz comenzaron a asentarse en Anatolia y, además de las tradiciones orales anteriores, surgió una tradición literaria escrita que, en cuanto a temas, géneros y estilos, se inspiraba en gran medida en la literatura árabe y persa. Durante los siguientes 900 años, hasta poco antes de la caída del Imperio Otomano en 1922, las tradiciones oral y escrita permanecerían en gran medida separadas entre sí. Con la fundación de la República de Turquía en 1923, ambas tradiciones se unieron por primera vez.
La historia de la literatura turca se puede dividir en tres períodos, que reflejan asimismo la historia de la civilización turca:
| Literatura turca: Periodos                                      |
| --------------------------------------------------------------- |
| Literatura preislámica                                          |
| Literatura turca tras la adopción del Islam                     |
| Literatura turca bajo la influencia de la literatura occidental |

## Literatura preislámica
Los primeros ejemplos conocidos de poesía turca datan del siglo VI y fueron compuestos en lengua uigur. Algunos de los primeros versos atribuidos a escritores turcos uigures sólo están disponibles en traducciones al chino. Durante la era de la poesía oral, los primeros versos turcos se concebían como canciones y su recitación formaba parte de la vida social y el entretenimiento de la comunidad. Por ejemplo, en la cultura chamanista y animista de los pueblos túrquicos preislámicos se interpretaban versos de poesía en las reuniones religiosas, en las ceremonias previas a una cacería (sığır), en las fiestas comunales posteriores a una cacería (şölen). También se cantaba poesía en momentos solemnes y se recitaban elegías llamadas sagu en los funerales yuğ y otras conmemoraciones de los muertos.
La literatura turca fue en sus inicios el patrimonio cultural común de los clanes turcos y era principalmente de transmisión oral. Los ejemplos de escritura turca más antiguos se han encontrado en monumentos que datan de finales del siglo VII y principios del siglo VIII. Las inscripciones Orkhon, escritas en el año 720 en honor a Tonyukuk, en 732 a Kültigin y en 735 para honrar a Bilge Kagan (eminentes personalidades de la época), son obras maestras de los primeros tiempos de literatura turca debido a los asuntos que tratan y por la perfección de su estilo. Entre las epopeyas turcas que datan de aquella época se encuentran obras como Yaratılış, Saka, Oguz-Kagan, Göktürk, Uyghur y Manas. El Libro de Dede Korkut, escrito en el siglo XIV, es una obra inigualable que conserva la memoria de aquel periodo épico escrito en un lenguaje preciosista.
- Véase Inscripciones Orkhon

## Literatura tras la adopción del Islam
Las migraciones turcas en Anatolia como consecuencia de la victoria sobre los bizantinos en Malazgirt (1071), la constitución de varios beyliks anatolios, la adopción del Islam y la futura fundación de los Imperios Selyúcida y Otomano influyen en la literatura turca, que se desarrolla a lo largo de dos líneas distintas: la literatura Diván o literatura turca clásica que se inspira en el árabe y el persa (empleo de formas literarias persas, como mesnevi, qasida, gazal etc.), y la literatura costumbrista turca, la cual todavía permanece profundamente arraigada en las tradiciones de Asia Central.
Los poetas de la Literatura Diván no adoptaron filosofías independientes, sino que más bien abogaban por expresar las mismas ideas pero de maneras diferentes. La magnificencia del poeta surge de su maestría al descubrir formas originales y hermosas de la expresión escrita. En un principio basada en dos tradiciones literarias extranjeras, la árabe y la persa, la literatura gradualmente dejó de ser una mera imitadora, pasando a adquirir características nacionales intrínsecas del Imperio otomano.
Hasta cierto punto, la literatura costumbrista turca que ha sobrevivido hasta nuestros días refleja la influencia de Islam y el nuevo estilo de vida y la estructura de la literatura tradicional de Asia Central tras la adopción de Islam. La literatura costumbrista turca abarcó trabajos anónimos de poetas juglares y trovadores así como la literatura de influencia sufí Tekke (lugares para el retiro místico-religioso de las órdenes religiosas sufíes). Yunus Emre, quien vivió en la segunda mitad del siglo XIII y principios del siglo XIV, fue un autor que marcó una época, poeta y maestro sufí (filósofo místico) versado en las tres corrientes de la literatura costumbrista así como la poesía de la Literatura Diván. Figuras importantes de la literatura poética de este periodo fueron Karacaoğlan, Atik Ömer, Erzurumlu Emrah y Kayserili Seyrani.

### Literatura costumbrista turca
- Yunus Emre, poeta (?1238-?1320)
- Hacı Bektaş-ı Veli, poeta (1281-1338)
- Köroğlu, poeta (siglo XVI)
- Pir Sultan Abdal, poeta (siglo XVI)
- Karacaoğlan, poeta (1606- ? )
- Gevheri, poeta (siglos XVII y XVIII)
- Dadaloğlu, poeta (1785-1868)
- Seyrani, poeta (1807-1866)
- Erzurumlu Emrah, poeta (siglos XIX y XX)
- Aşık Veysel Şatıroğlu, poeta (1894-1973)

### LiteraturaDivan(bajo influencia persa y árabe)
- Hoca Dehhani, poeta (siglo XIII)
- Seyyid Nesimi, poeta (1369-1417)
- Ahmedi, poet (siglo XIV)
- Şeyhi, poeta (siglo XV)
- Ali Şir Neval, poeta (1441-1509)
- Fuzuli, poeta ( ? -1556)
- Baki, poeta (1526- ? )
- Nef'i, poeta (1572-1635)
- Nabi, poeta (1642-1712)
- Nedim, poeta (1680- ? )
- Şeyh Galip, poeta (1757-1799)

## Literatura turca bajo la influencia de la literatura occidental

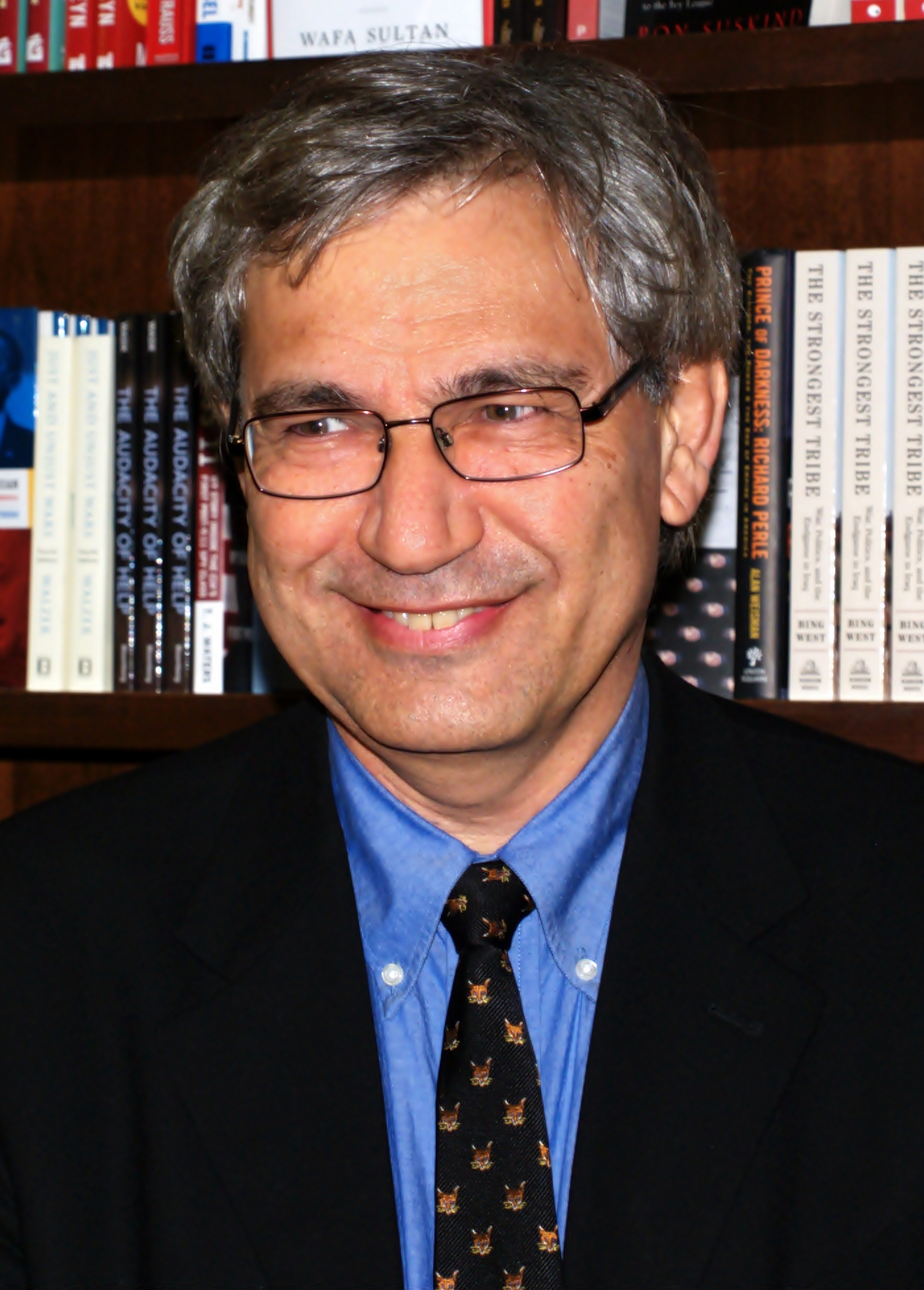
Orhan Pamuk, novelista turco galardonado con el Premio Nobel de Literatura y autor de éxito internacional, durante una charla sobre su libro The Innocence Museum en la librería Barnes & Noble de Union Square, Nueva York, en 2009.

La primera novela moderna turca es considerada a menudo la Historia de Akabi, de Vartan Pasha.

### Prosa de la República de Turquía
Los cambios sociales, económicos y políticos de los últimos años del Imperio Otomano se reflejaron en la literatura del momento y la búsqueda del cambio continuó hasta la proclamación de la República. La característica distintiva de la época en cuanto a la literatura se refiere fue una mayor preocupación acerca del contenido intelectual en detrimento de los valores estéticos o la perfección del estilo. La última etapa de la literatura, que es conocida como Literatura turca del Período Republicano, estuvo influenciada por las siguientes escuelas literarias tras el abandono de los estilos literarios Diván: Tanzimat (Reformas), Servet-i Fünun (Patrimonio científico), Fecr-i Ati (Albor de una nueva era) y Ulusal Edebiyat (Literatura Nacional).
Figuras literarias del primer período (1860-1880) de la literatura Tanzimat fueron Sinasi, Ziya Pasa, Namik Kemal, y Ahmet Mithat Efendi. Autores literarios del segundo período (1880-1896) fueron Recaizade Mahmut Ekrem, Abdülhak Hamit, Sami Pasazade Sezai, y Nabizade Nazim.
Tevfik Fikret, Cenap Sahabettin, Süleyman Nazif, Halit Ziya Usakligil, Mehmet Rauf, Hüseyin Cahit Yalçin y Ahmet Hikmet Müftüoglu son representantes importantes de esta tendencia literaria a su vez. Otros autores que adoptaron el acercamiento occidental, pero que se encontraban aparte de este grupo, eran Ahmet Rasim y Hüseyin Rahmi Gürpinar quienes apoyaron la nueva literatura turca.
El poeta más interesante del periodo Fecr-i Ati fue Ahmet Hasim. Yakup Kadri Karaosmanoglu y Refik Halit Karay que en un principio se hallaban inmersos dentro de la escuela literaria Fecr-i Ati al inicio de sus carreras, alcanzaron sus verdaderas identidades literarias más tarde, dentro de la escuela literaria Ulusal Edebiyat (Movimiento de Literatura Nacional).
Mehmet Akif Ersoy y Yahya Kemal Beyatlı en sus inicios siguieron trayectorias independientes y más tarde se unieron al Movimiento de Literatura Nacional. Las escuelas Tanzimat, Servet-i Fünun y Fecr-i Ati se unieron para crear una literatura turca moderna, pero sus esfuerzos fallaron en su intento de ser una literatura nacional con características distintivas. En espíritu estaba influenciado por el francés, mientras que en lengua y estilo era tradicional y otomano.
Los antecedentes de los novelistas actuales se pueden remontar al periódico de la época Otomano Plumas Jóvenes (Genç Kalemler). Plumas Jóvenes fue publicado en Tesalónica, la actual Grecia (Selanik) por Ömer Seyfettin, Ziya Gökalp y Ali Canip Yontem. Con sus artículos abordaron los conceptos sociales y políticos de su época desde una perspectiva nacionalista. Se convirtieron en el núcleo de un movimiento que será llamado literatura nacional.
La Ulusal Edebiyat o Literatura Nacional, por lo tanto fue establecida entre los años 1911 y 1923. Las figuras literarias principales del período fueron Ziya Gökalp, Ömer Seyfettin, Mehmet Emin Yurdakul, Yusuf Ziya Ortaç, Faruk Nafiz Camlibel, Enis Behiç Koryürek, Kemalletin Kamu, Aka Gündüz, Yakup Kadri Karaosmanoğlu, Halide Edip Adivar, Halit Karay, Resat Nuri Güntekin, Ahmet Hikmet Müftüoğlu, Necip Fazil Kisakürek, Halide Nusret Zorlutuna, Sükufe Nihal, Peyami Safa, y Ahmet Hamdi Tanpinar.
La República más tarde cerró filas prácticamente en torno a todas las figuras literarias nacionales en los campos de cultura, ideología y literatura. La primera década de la República lleva el sello del movimiento de Literatura Nacional, en donde fueron favorecidos la lengua turca, los estilos poéticos y la rima métrica sencillos de la literatura costumbrista así como las temáticas tradicionales turcas en detrimento de una lengua recargada. No en vano fue en este periodo cuando Mustafa Kemal Atatürk, el fundador de la moderna República de Turquía, dentro de su programa de cambios y occidentalización del país lleva a cabo una gran reforma de la lengua turca, eliminando influencias persas y árabes y volviendo a los orígenes del turco.
Los temas, escritos en un lenguaje sencillo, se obtuvieron de la vida real y reflejaron las condiciones del país. Un bloque unido fue creado en cual todos los artistas: islámicos, otomanos, tradicionalistas e individualistas podrían formar parte, porque la cuestión no era el concepto de una tendencia hacia la Literatura Nacional, sino que el período en sí era la Ulusal Edebiyat o Literatura Nacional.
Yahya Kemal Beyatlı hizo su aparición en 1912 y se hizo célebre durante la Guerra de Independencia. Hasta el día de su muerte no cedió en su búsqueda de la poesía pura.
Mehmet Akif Ersoy, a menudo considerado como un poeta islámico, impactó enormemente tanto en los intelectuales como en el pueblo llano con su libro de poesía "Safahat" (Etapas), el cual versa sobre la pobreza y el subdesarrollo de varias ciudades (primordialmente Estambul) y países y los extraños objetivos de los intelectuales.
Los primeros poetas de la República emplearon, como se ha dicho, un lenguaje y una métrica silábica sencillos. Entre los defensores de dicha métrica silábica que alcanzaron fama durante los Años de la Tregua estaban Orhan Seyfi Orhon, Yusuf Ziya Ortac, Faruk Nafiz Camlibel y Kemalettin Kamu, todos ellos poetas que resaltaron los argumentos de Anatolia y las vidas de personas comunes en sus poemas.
Ahmet Hamdi Tanpinar escribió poemas sumamente profundos llenos de un sentimiento oculto, adaptando las nociones poéticas de Paul Valéry a la lengua turca. Ahmet Kutsi Tecer fue inspirado en su trabajo por el folclore turco, mientras Necip Fazil Kisakürek expresó las predisposiciones místicas de la gente de Anatolia en sus poemas y obras, usando el idioma turco hábilmente en un estilo original y moderno, que refleja su carácter vistoso. Nazim Hikmet, quién marchó a Rusia en su juventud y regresó repleto de convicciones de materialistas y marxistas, escribió poemas revolucionarios utilizando las calidades estéticas del turco de un modo nuevo que tenía el sello de la influencia de Maiakovski. Estos poemas eran el principio de una tendencia socialista que se hizo común en la literatura turca de los años 1960. En comparación, los poemas de Ahmet Muhip Dranas reflejaron tan sólo consideraciones estéticas. Arif Nihat Asya fue original en la gran riqueza del espíritu y el estilo de sus poemas.
Ömer Seyfettin, el fundador y más célebre representante de la tradición de cuentos en la literatura turca se convirtió en el autor más ampliamente leído en el país cuando la 144.ª edición de sus libros fue publicada. Los escrıtos de Sait Faik Abasiyanik y Sabahattin Ali iniciaron dos corrientes muy diferentes. Sait Faik Abasiyanik abordó los acontecimientos de la vida diaria de Estambul con un intenso sentimiento poético basado en sus propias experiencias. Sabahattin Ali, por otra parte, tenía una filosofía materialista y se especializó en la descripción objetiva de simples acontecimientos. Con estos dos escritores, la vida diaria y los acontecimientos, las opiniones y las expectativas comenzaron a ser reflejados en la literatura, una tendencia que se intensificaría en los años 1960.
Orhan Veli Kanik publicó sus poemas en un libro titulado "Garip" (Extraño) en 1941, y otros dos autores que compartieron su estilo, Melih Cevdet Anday y Oktay Rifat, crearon un nuevo movimiento poético denominado "Garipciler" (Los Extraños), basado en la eliminación de restricciones formales como la métrica, la rima y la analogía que hasta ese momento se pensaba eran esenciales en la poesía. Su propósito era que la poesía se hiciera una expresión simple de sentimientos. Los célebres poemas de Orhan Veli en verso libre influyeron enormemente en aquellos que vinieron tras de él. Cahit Sitki Taranci consiguió la misma simplicidad mediante el empleo de métrica y rima. El verso libre se extendió rápidamente y así Asaf Halet Çelebi, Fazil Hüsnü Dağlarca y Behçet Necatiğil fueron algunos representantes importantes de este estilo
Los escritores más conocidos y extensamente leídos en el período 1950-1990 podrían formar parte de una lista como la siguiente: Tarik Dursun K., Atilla Ilhan, Yaşar Kemal, Orhan Kemal, Kemal Tahir, Tarik Bugra, Aziz Nesin, Mustafa Necati Sepetçioğlu, Firuzan, Adalet Agaoglu, Sevgi Soysal, Tomris Uyar, Selim Ileri, Cevat Sakir (Halikarnas Balikçisi), Necati Cumaliy Haldun Taner.
Los poetas más prominentes del mismo periodo son: Behçet Kemal Çaglar, Necati Cumali, Oktay Rifat, Melih Cevdet Anday, Cemal Süreya, Edip Cansever, Özdemir Ince, Ataol Behramoğlu, Ismet Özel, Ece Ayhan, Turgut Uyar, Sezai Karakoç, Bahaettin Karakoç, Ümit Yaşar Oğuzcan y Orhan Pamuk.

## Obras importantes de ficción: desde 1860 hasta la actualidad
|                      |                      |
| İbrahim Şinasi       | Halide Edip Adıvar   |
|                      | \|                   |
| Halit Ziya Uşaklıgil | Tarık Buğra          |
|                      |                      |
| Füruzan              | Halikarnas Balıkçısı |

- 1860 Şair Evlenmesi İbrahim Şinasi
- 1873 Vatan Yahut Silistre Namık Kemal
- 1900 Aşk-ı Memnu Halit Ziya Uşaklıgil
- 1919 Memleket Hikayeleri Refik Halit Karay
- 1922 Çalıkuşu Reşat Nuri Güntekin
- 1930 Dokuzuncu Hariciye Koğuşu Peyami Safa
- 1932 Yaban Yakup Kadri Karaosmanoğlu
- 1936 Sinekli Bakkal Halide Edip Adıvar
- 1938 Üç İstanbul Mithat Cemal Kuntay
- 1941 Fahim Bey ve Biz Abdülhak Şinasi Hisar
- 1943 Kürk Mantolu Madonna Sabahattin Ali
- 1944 Aganta Burina Burinata Halikarnas Balıkçısı
- 1949 Huzur Ahmet Hamdi Tanpınar
- 1952 Dost  Vüs'at O. Bener
- 1954 Alemdağda Var Bir Yılan Sait Faik Abasıyanık
- 1954 Bereketli Topraklar Üzerinde Orhan Kemal
- 1955 İnce Memet Yaşar Kemal
- 1956 Esir Şehrin İnsanları Kemal Tahir
- 1959 Yılanların Öcü Fakir Baykurt
- 1959 Aylak Adam Yusuf Atılgan
- 1960 Ortadirek Yaşar Kemal
- 1962 Saatleri Ayarlama Enstitüsü Ahmet Hamdi Tanpınar
- 1964 Küçük Ağa  Tarık Buğra
- 1966 Memleketimden İnsan Manzaraları Nâzım Hikmet
- 1971 Tutunamayanlar Oğuz Atay
- 1973 Parasız Yatılı Füruzan
- 1973 Anayurt Oteli Yusuf Atılgan
- 1979 Bir Düğün Gecesi Adalet Ağaoğlu
- 1982 Cevdet Bey ve Oğulları Orhan Pamuk
- 1983 Sevgili Arsız Ölüm Latife Tekin
- 1985 Gece Bilge Karasu
- 1990 Kara Kitap Orhan Pamuk
- 1995 Puslu Kıtalar Atlası İhsan Oktay Anar
- 1998 Benim Adım Kırmızı Orhan Pamuk
- 2002 Tol Murat Uyurkulak
- 2005 Uykuların Doğusu Hasan Ali Toptaş